# Barkelsby

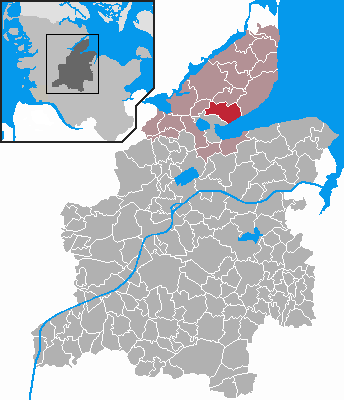
Situation de la commune dans l'arrondissement

Barkelsby est une commune d'Allemagne située au sud de la presqu'île de Schwansen dans l'arrondissement de Rendsburg-Eckernförde (Schleswig-Holstein).

## Géographie
Barkelsby se trouve à 3 km au nord-est d'Eckernförde dans le Schleswig méridional. La municipalité, outre la localité de Barkelsby, comprend les villages de Böhnrüh, Engelsburg, Hemmelmark, connu pour son manoir de Hemmelmark où est enterré le prince Henri de Prusse (1862-1929), Hemmelmark Schmiede, Hohenstein, Mohrberg, Neubarkelsby, Rossee, Rosseemoor, Rögen et Westerschau.

## Histoire
Barkelsby est mentionnée pour la première fois dans un document officiel en 1542 sous le nom de Berkeißbu.

## Personnalités liées à la ville
- Charlotte de Saxe-Altenbourg (1899-1989), princesse morte au manoir de Hemmelmark
- Christian-Louis de Mecklembourg (1912-1996), duc mort au manoir de Hemmelmark